# V polévce miso
V polévce miso (japonsky イン・ザ・ミソスープ, In za misosúpu) je román japonského spisovatele Rjú Murakamiho. Jedná se o psychologický thriller, který vyšel na pokračování v časopise Jomiuri šimbun v průběhu roku 1997. Ve stejném roce byl revidován a vydán v knižní verzi nakladatelstvím Gentóša. V roce 1998 byl oceněn Literární cenou Jomiuri.
Česky kniha vyšla roku 2008 v překladu Jana Levory v nakladatelství Argo jako součást edice Současná světová próza a jde o autorovo první česky vydané dílo.

## Charakteristika a přijetí
Román se vedle napínavého příběhu plného násilí a prostituce noří i do psychologie hlavních postav a dotýká se témat, jako jsou konzumní společnost, kulturní identita či lidská osamělost a prázdnota. Příběh lze také chápat jako paralelu k vykreslení obecně rozporuplného vztahu Japonců k Američanům, ve kterém se obdiv a sympatie prolínají s obavami a nedůvěrou.
Během vydávání románu na pokračování došlo ve čtvrti Suma ve městě Kóbe k případu sériových vražd dětí, za což byl následně jako podezřelý zatčen 14letý chlapec. I kvůli časové shodě s tímto incidentem zaznamenal román tou dobou značnou publicitu v japonských médiích, což přispělo k jeho popularitě i kontroverznímu přijetí.

## Děj
Dvacetiletý Kendži si vydělává na vysněnou cestu do USA tím, že provází zahraniční turisty po tokijských zábavních a vykřičených čtvrtích. Jednoho dne ho kontaktuje záhadný Američan jménem Frank a za štědrou odměnu si vyžádá na tři dny jeho služby. Kendži sice chtěl trávit čas se svou 16letou přítelkyní Džun, ale přesto práci přijme, a tak se stane, že zatímco v médiích se jedna za druhou objevují zprávy o brutálních vraždách v oblasti, Kendži stráví tři večery na konci roku provázením Franka po nočních klubech, podnicích sexuálního průmyslu a temných zákoutích čtvrti Šindžuku. Během toho postupně v náznacích vychází najevo, co je tajemný Frank vlastně zač.

## Ostatní
Na konci českého vydání lze najít vysvětlivky objasňující japonské výrazy, které jsou v textu zachovány. Jde hlavně o výrazy z oblasti sexuálního průmyslu.

## Externí odkaz
- V polévce miso v Databázi knih